# Norbert Palz
Norbert Palz (* 11. April 1970 in Zweibrücken) ist ein deutscher Architekt, Hochschullehrer und war von 2020 bis 2025 Präsident der Universität der Künste Berlin. 

## Leben
Nach einer Bauzeichnerlehre bei den Architekten Wandel Höfer Lorch in Saarbrücken von 1989 bis 1991 begann Palz 1991 ein Architekturstudium an der Technischen Universität Berlin, das er 1999 als Diplom-Ingenieur abschloss. Von 1999 bis 2002 arbeitete er bei UN Studio in Amsterdam und NOX Architects in Rotterdam.
2003 gründete er zusammen mit Robert Banovic TARGADESIGN, ein Büro für Architektur und Kunstproduktion, welches bis 2010 auf digitale Entwurfs- und Fabrikationsprozesse in Kunstprojekten spezialisiert war. Unter anderem übernahmen sie Arbeiten für Olafur Eliasson (Your Mobile Expectations BMW H2R, Serpentine Pavillon 2007), Thomas Demand (Grotte, Serpentine Pavillon w/OMA 2005, Nagelhaus, Lenbachhaus) und Monica Bonvicini (Turm München). Die Erweiterung des künstlerischen Spektrums mit Hilfe digitaler Technologien stand dabei im Zentrum von Projektentwicklung und künstlerischem Dialog.
2007 folgte ein Promotionsstipendium an der Königlichen Dänischen Kunstakademie in Kopenhagen, welches Palz 2012 mit einer Promotion zu additiven Fertigungsmethoden in der Architektur abschloss. In dieser Zeit war er Mitorganisator des Symposiums „Parametric Approaches II: Computation and Material“ und hielt eine Reihe von Vorträgen und internationalen Workshops (u. a. Brighton, Wien, Tel Aviv, Oslo, Aalborg) zu architektonischen Themen im Kontext von computergestützter Modellierung und moderner Baufabrikation. Zudem war er ausstellender Teilnehmer der 3rd International Architecture Biennal Beijing 2008 ”[Im]material Processes” (kuratiert von Neil Leach).
Nach seiner Berufung auf die Professur „Digitales Entwerfen und Konstruktion“ an der FH Münster (MSA | Münster School of Architecture) 2010 wechselte Palz im Wintersemester desselben Jahres als Professor für „Digitales und Experimentelles Entwerfen“ an die Universität der Künste Berlin, wo er sich im Kontext von Kunst, Architektur und Technologie betätigte. Eine interdisziplinäre Unterrichtsdidaktik und Forschungsmethode manifestierten seinen technologischen, politischen und kulturwissenschaftlichen Zugang zu Forschung und Lehre.
Seit 2010 forscht Palz zum Thema CAD/CAM Modellierung, hierbei insbesondere zu entwerferischen und konstruktiven Potenzialen großformatiger additiver Fabrikation. Ein neueres Forschungsfeld liegt in der Untersuchung zur Computerkunst der Nachkriegszeit und deren theoretischen und gestalterischen Bedeutung für den zeitgenössischen computergestützten Architekturentwurf. Von 2015 bis 2019 war Palz Projektleiter im EU Horizon 2020 Marie-Skłodowska-Curie Forschungscluster ArcInTex zum Thema textiler Architekturen im Gebäudemaßstab.
Von 2015 bis 2019 war Palz Prodekan der Fakultät Gestaltung und seit 2018 Erster Vizepräsident der Universität der Künste Berlin. Am 12. Dezember 2019 wurde er zum Präsidenten der Universität der Künste Berlin gewählt. Seine Bestellung durch den Berliner Senat folgte am 3. März 2020. Die fünfjährige Amtszeit begann am 1. April 2020 und endete am 31. März 2025.
Palz ist mit der dänischen Künstlerin Kirsten Palz verheiratet. Sie sind Eltern von zwei Söhnen und einer Tochter. Seine Mutter ist die Textilkünstlerin Margarete Palz.

## Veröffentlichungen (Auswahl)
- N. Palz, E. Steinbrecher, H. U. Reck, K. Bell: Knacki. Christoph Merian Verlag, Basel 2008.
- B. Sommer, N. Palz: Printing Inflatable Elements of an Adaptable Building Skin. In: Proceedings International Conference on Textile Composites and Inflatable Structures. CIMNE, Barcelona 2009, S. 687–699.
- N. Palz, B. Sommer: Prototyping Dynamic Architecture Material Properties as Design Parameters. In: Dorta Tifadi (Hrsg.): Joining Languages, Cultures and Visions: CAAD Futures 2009. Les Presses de l‘Université de Montréal, Montréal 2009.
- N. Palz, M. Ramsgard-Thomsen: Computational Material: Rapid Prototyping of Knitted Structures. In: Performative Architecture – between heritage and new architectural Form. Institut for Arkitektur og Medieteknologi, Aalborg 2009, S. 107–113.
- C. Gengnagel, A. Kilian, N. Palz, F. Scheurer (Hrsg.): Computational Design Modelling. In: Proceedings of the Design Modelling Symposium Berlin. Springer, Berlin 2011.
- N. Palz: Emerging Architectural Potentials of Tunable Materiality through Additive Fabrication Technologies. PhD Thesis. The Royal Danish Academy of Fine Arts Schools of Architecture, Design and Conservation, Copenhagen 2012.
- N. Palz: The Ghost of Architecture. In: J. Weidinger (Hrsg.): Entwurfsbasiert Forschen. Universitätsverlag TU Berlin, Berlin 2013.
- N. Palz, S. Kuhrau: Analyse historischer Gewölbekonstruktionen und ihre zeitgenössischen Ableitungen als Instrument digitaler Geometriedidaktik. In: Cornelie Leopold (Hrsg.): Über Form und Struktur – Geometrie in Gestaltungsprozessen. Springer Verlag, Wiesbaden 2014, ISBN 978-3-658-05085-6, S. 229–236.
- N. Palz: Beginn des Beginnens – Ende des Endens. In: S. Lorenz, T. Düllo u. a. (Hrsg.): Vom Anfangen. Textem Verlag, Hamburg 2016.

## Ausstellungen (Auswahl)
- 2008 Ausstellender Teilnehmer bei der 3rd International Architecture Biennal Beijing ”[Im]material Processes” (kuratiert von Neil Leach), China
- 2011 Einzelausstellung “Norbert Palz – New Works,” Architekturgalerie Kaiserslautern
- 2016  Gruppenausstellung “Wolpertinger! What they do in collaboration?”, Galerijoje Akademija, Vilnius, Litauen.
- 2016 Gruppenausstellung Etudes Graphiques Exhibition, Symposium Modern Museum, Atelier Urbain AIX 2040, Fondation Vasarely Aix-en-Provence, Frankreich